# Gare de Balagny-Saint-Épin
Gare de Balagny-Saint-Épin vasútállomás Franciaországban, Balagny-sur-Thérain településen.

## Vasútvonalak
Az állomást az alábbi vasútvonalak érintik:
- Creil-Beauvais-vasútvonal

## Kapcsolódó állomások
A vasútállomáshoz az alábbi állomások vannak a legközelebb:
- Gare de Cires-lès-Mello
- Gare de Mouy - Bury